# Porotrichodendron flavidulum
Porotrichodendron flavidulum är en bladmossart som beskrevs av Brotherus 1925. Porotrichodendron flavidulum ingår i släktet Porotrichodendron och familjen Lembophyllaceae. Inga underarter finns listade i Catalogue of Life.